# Luciano Sánchez
Luciano Sánchez Rodríguez (* 24. Mai 1944 in Béjar), auch bekannt als Vavá, ist ein ehemaliger spanischer Fußballspieler.

## Karriere

### Verein
Vavá spielte in seiner Jugend für CD Béjar Industrial, den Verein seiner Heimatstadt. 1963 unterschrieb er seinen ersten Profivertrag beim FC Elche. Hier kam er im ersten Jahr nur für die zweite Mannschaft in der Segunda División zum Einsatz. Mit Beginn der Saison 1964/65 war der Spanier schließlich Teil der Profimannschaft. Am 18. Oktober 1964 gab er sein Debüt in der Primera División gegen UD Las Palmas und schoss hierbei ein Tor.
In der Saison 1965/66 kämpfte sich Vavá in die Stammformation des Vereins und wurde mit 19 Treffern Torschützenkönig. Gegen Ende des Jahrzehnts näherte sich der FC Elche jedoch mehr und mehr den Abstiegsrängen. In der Spielzeit 1970/71 stieg der Klub letztlich ab. Der direkte Wiederaufstieg wurde in der Folge knapp verpasst, ein Jahr später kehrte Vavá mit Elche jedoch in die Primera División zurück. Dort entging er mit seinem Team in der Saison 1973/74 nur knapp dem erneuten Abstieg.
Vor der Saison 1974/75 verließ er den FC Elche nach zehn Jahren Vereinszugehörigkeit und wechselte zu Deportivo La Coruña nach Galicien. Dort beendete Vavá nach einer Spielzeit seine Karriere.

### Nationalmannschaft
Vavá bestritt zwei Länderspiele für die spanische Nationalmannschaft. Sein Debüt feierte er am 23. Oktober 1966 in Dublin gegen Irland.

## Erfolge
- Aufstieg in die Primera División: 1973
- Pichichi-Trophäe: 1966